# Gymnocalycium mazanense
Gymnocalycium mazanense là một loài thực vật có hoa trong họ Cactaceae. Loài này được (Backeb.) Backeb. mô tả khoa học đầu tiên năm 1933.